# Crédit commercial de France
Pour les articles homonymes, voir CCF.
Le Crédit commercial de France (CCF), opérant sous la marque HSBC France entre 2008 et 2023, est une banque française fondée en 1894 en tant que Banque suisse et française.
Le nouveau groupe bancaire est organisé en plusieurs filiales, d'une part les activités de banque de détail (CCF SA) – reprises à HSBC – et d'autre part les activités de regroupement de crédits et de services financiers issues de My Money Bank, réunies dans une société holding nommée « Groupe CCF » (Promontoria MMB SAS lors du rachat, devenue depuis CCF Holding SAS). L'ensemble des activités du groupe CCF est contrôlé par le fonds américain Cerberus Capital Management.
Le 15 janvier 1917, la Banque suisse et française devient le Crédit commercial de France par la fusion de la Caisse de crédit de Nice, de la Banque suisse et française et de la Maison Aynard et fils. À la fin des années 1920, elle était alors la sixième banque du pays et la deuxième banque du secteur privé.
Rachetée en 2000 par le groupe bancaire britannique HSBC, le CCF a adopté en novembre 2005 la marque HSBC France. Elle a repris son nom initial le 1er janvier 2024, à la suite de son rachat par Cerberus Capital Management à travers sa filiale française Banque des Caraïbes.
En 2025, les difficultés de cette banque perdurent. Après plusieurs plans de licenciements (RCC), un nouveau plan de licenciement (Plan de Sauvegarde des Emplois, ou PSE) s'engage d'une ampleur jamais atteinte dans le secteur bancaire. Il vise la réduction de 40% des effectifs et de 35% des agences.  

## Histoire

### 1917: création du Crédit commercial de France

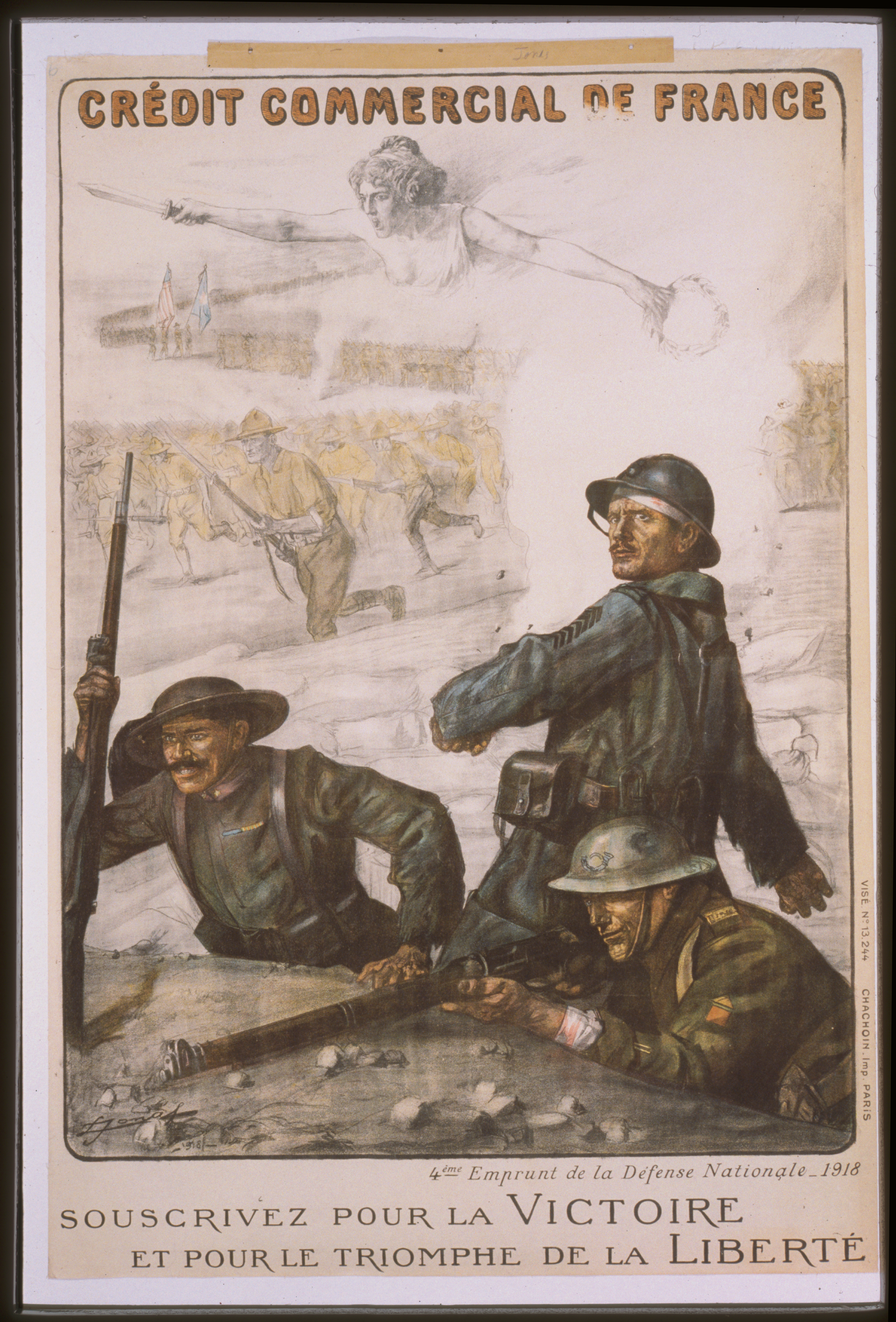
Affiche du Crédit commercial de France datant de 1918.

En janvier 1917, les actionnaires de la Banque suisse et française approuvent un projet de fusion avec deux banques régionales, la Maison Aynard et fils à Lyon et la Caisse de crédit de Nice. L'entité fusionnée prend le nom de « Crédit Commercial de France ». Deux ans plus tard, elle acquiert les activités de la Banque de Bordeaux. Le CCF rachète ensuite d'autres banques et devient, à la fin des années 1920, la sixième banque de France.
Dans les années 1960, sous la présidence de Jacques Merlin, le CCF s'engage dans une politique d'expansion, le nombre d'agences passant à plus de 200. C'est également à cette époque que sont créés le service des affaires industrielles et le service international de la banque.
En 1979, Jacques Merlin lance une longue campagne de publicité sous le slogan « La banque de la réussite », qui fait passer le nombre d'actionnaires de 17 000 à 34 000.

### 1987: privatisation du Crédit commercial de France
En 1982 a lieu la nationalisation de la banque dans le cadre de la loi de nationalisation du 13 février 1982. De 1986 à 1993, son président-directeur général Michel Pébereau mène à bien la privatisation du groupe, puis celle de la Banque nationale de Paris en 1993, qui deviendra BNP Paribas.
À la suite de sa privatisation, le groupe CCF prend le contrôle de la banque Chaix en 1987, cédée en 2008 au groupe français BPCE.

### 2000: disparition du CCF sous le nom d'HSBC France
En juillet 2000, le groupe CCF est racheté par le groupe britannique HSBC et, après un regroupement en 2005 des réseaux et passage sous la marque HSBC, fusionne en 2008 avec l’Union de banques à Paris, la Banque Hervet, et la Banque de Baecque Beau sous le nom d'HSBC France,.
Les difficultés de la banque s'accumulent.

### 2023: renaissance du CCF

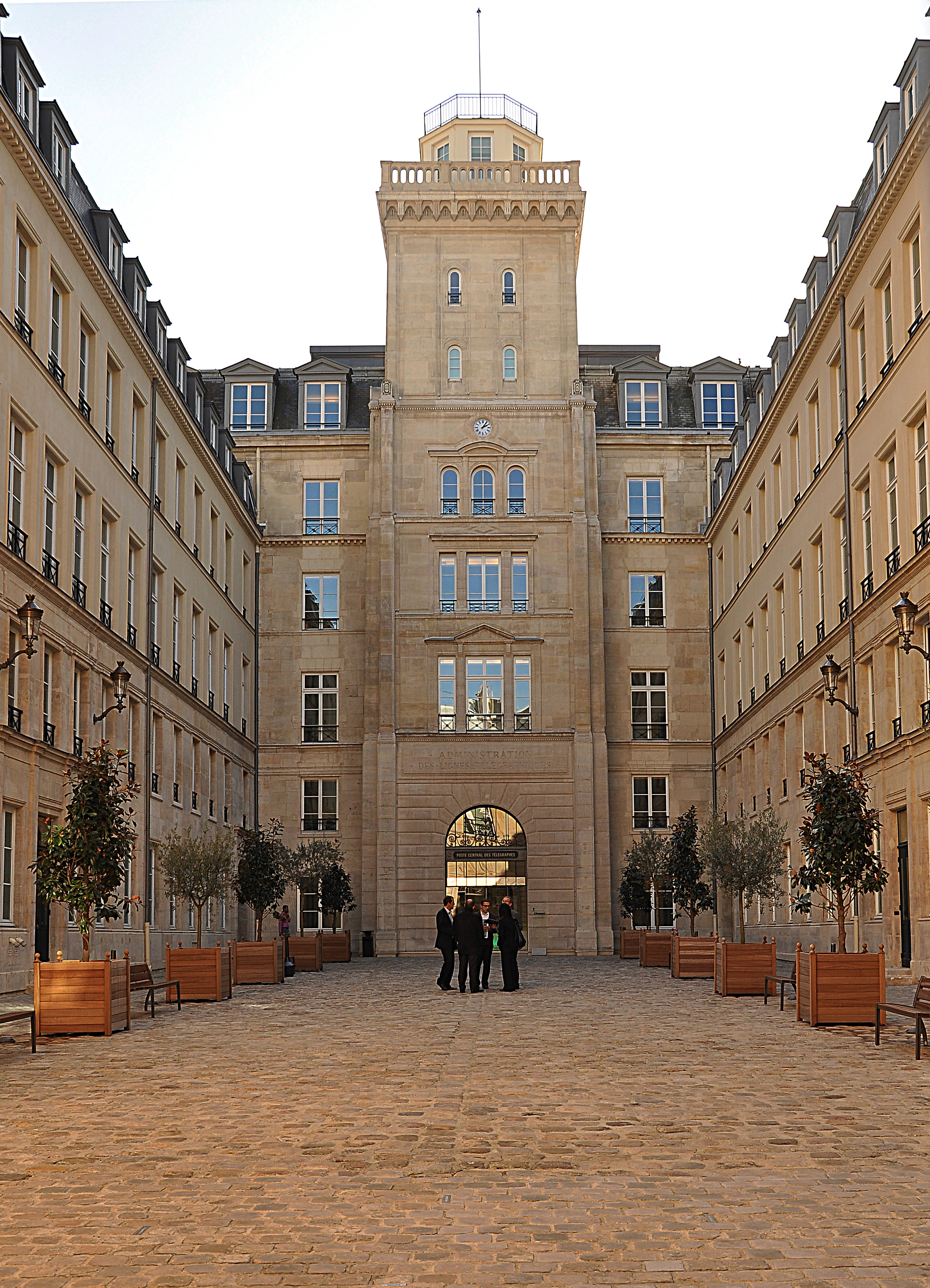
Siège du Crédit commercial de France depuis 2023 situé au 103, rue de Grenelle à Paris.

En juin 2021, HSBC Continental Europe annonce la cession (au prix d'un euro) de sa banque de détail française au fonds d'investissement américain Cerberus via sa filiale My Money Group et compte ressusciter la marque Crédit commercial de France. My Money Group (MMG - ancien nom commercial de la holding qui détient notamment My Money Bank et La Banque des Caraïbes) annonce alors sa volonté de « faire renaître la marque CCF avec une image et des solutions innovantes », et pour objectif de conserver le portefeuille clients. My Money Bank est issue du rachat en 1995 de la SOVAC, une filiale de la banque Lazard par General Electric et opère sous le nom de My Money Bank. 
La société mère de My Money Bank, PromontoriaMMB (My Money Group) rachètera les activités de HSBC France via la Banque des Caraïbes, une autre de ses filiales.
Le 1er janvier 2024, le réseau d'agences de banque de détail de HSBC France intègre la nouvelle entité CCF SA – issue de l'activité Banque des Caraïbes,. Par conséquent, My Money Group – nom de l'entité Promontoria MMB SAS – devient le Groupe CCF.
En décembre 2024, CCF annonce la suppression 1 400 emplois sur les 3 900 que compte le groupe, avec la fermeture 84 agences (en grande partie à Paris) sur les 235 qu'il détient.

### Identité visuelle

Logotype du CCF de 2000 à 2008.
Logotype du CCF depuis 2023.

## Organisation

### Structure
La structure du Crédit commercial de France et de son groupe au 1er janvier 2024:
- le « Groupe CCF », anciennement « My Money Group » (ou Promontoria MMB SAS[16]) dont le siège est situé au 20 avenue André Prothin à Paris-La Défense ;
  - CCF SA, regroupant les activités de banque de détail et dont le siège est situé au 103 rue de Grenelle à Paris ;
  - My Money Bank SA, spécialisée dans le regroupement de crédit et le financement des professionnels de l’immobilier dont le siège est situé au 20 avenue André Prothin à Paris-La Défense ;
    - Somafi-Soguafi, spécialisé dans le financement automobile dans les Antilles (Martinique, Guadeloupe et Guyane) ;
    - la Société réunionnaise de financement (Sorefi), spécialisé dans le financement automobile à La Réunion.

### Présidents-directeurs généraux
- Alexandre Halet : 1894-1902
- Théodore Faverger : 1902-1904
- Adolphe Salles : 1904-1924
- Maurice Koechlin : 1925-1926
- Georges Siegfried : 1926-1940
- Jean Davillier : 1940-1941
- Georges-Jean Painvin : 1941-1944
- Jean Davillier : 1944-1958
- Raymond Merckling : 1958-1960
- Jacques Merlin : 1961-1976
- Jean-Maxime Lévêque : 1976-1982
- Guy Raoul-Duval : 1982
- Daniel Deguen : 1982-1984
- Claude Jouven : 1984-1985
- Gabriel Pallez : 1985-1987
- Michel Pébereau : 1987-1993
- Charles de Croisset : 1993-2004
- Charles-Henri Filippi : 2004-2005 (devient ensuite PDG de HSBC France)
- Peter Boyles : 2007, Britannique nommé à la direction de HSBC France après le départ de Charles-Henri Filippi

### Directeurs généraux
- Michel Pébereau : 1982-1996
- Niccolo Ubertalli : 2024-[17]

## Siège social
- Élysée Palace jusqu'en 2020,
- 38, Avenue Kléber depuis 2020 (siège du groupe successeur HSBC Continental Europe)